# Янн Даль'Альо
Янн Даль'Альо — французький філософ і письменник італійського походження. Він також був доповідачем на TEDxParis 2012.
Янн пише про кохання в сучасну епоху і він визначає любов як прагнення бути жаданим.

## Роботи
- Une Rolex à 50 ans — A-t-on le droit de rater sa vie ? (2011)
- JTM — L'amour est-il has been ? (2012)[6]
- Vies, sentences et doctrines des sages (2014)[7]